# Atletisme als Jocs Olímpics d'Estiu de 1920 - salt de perxa masculí
El salt de perxa masculí va ser una de les proves del programa d'atletisme disputades durant els Jocs Olímpics d'Anvers de 1920. La prova es va disputar entre el 18 i el 20 d'agost de 1920 i hi van prendre part 16 atletes de 7 nacions diferents.

## Medallistes
| Or               | Plata                | Bronze            |
| Frank Foss (USA) | Henry Petersen (DEN) | Edwin Myers (USA) |

## Rècords
Aquests eren els rècords del món i olímpic que hi havia abans de la celebració dels Jocs Olímpics de 1920.
| Rècord del Món | 4,02 m | Marc Wright   | Cambridge (USA) | 8 de juny de 1912    |
| Rècord Olímpic | 3,95 m | Harry Babcock | Estocolm (SWE)  | 11 de juliol de 1912 |

En la final Frank Foss primer va establir un nou rècord olímpic en saltar els 4,00 m. Posteriorment acabà establint un nou rècord del món amb un salt de 4,09 metres.

## Resultats

### Qualificació
Per classificar-se per la final calia saltar 3,60 metres. Aquesta altura serà superada per 13 atletes.
| Pos. | Atleta              | Nació        | Alçada |
| ---- | ------------------- | ------------ | ------ |
| Q    | Frank Foss          | Estats Units | 3,60   |
| Q    | Henry Petersen      | Dinamarca    | 3,60   |
| Q    | Edwin Myers         | Estats Units | 3,60   |
| Q    | Edward Knourek      | Estats Units | 3,60   |
| Q    | Ernfrid Rydberg     | Suècia       | 3,60   |
| Q    | Laurits Jørgensen   | Dinamarca    | 3,60   |
| Q    | Eldon Jenne         | Estats Units | 3,60   |
| Q    | Georg Högström      | Suècia       | 3,60   |
| Q    | John Mattsson       | Suècia       | 3,60   |
| Q    | André Francquenelle | França       | 3,60   |
| Q    | Paul Lagarde        | França       | 3,60   |
| Q    | Jussi Ruoho         | Finlàndia    | 3,60   |
| Q    | René Joannes-Powell | Bèlgica      | 3,60   |
| 14   | Étienne Gajan       | França       | 3,50   |
| -    | Johann Martin       | Estònia      | XX     |
| -    | Lars Erik Tirén     | Suècia       | XX     |

### Final
Els 39cm de diferència entre Frank Foss i Henry Petersen és la més gran que s'ha donat en uns Jocs Olímpics.
| Pos. | Atleta              | Nació        | Alçada  | Desempat |
| ---- | ------------------- | ------------ | ------- | -------- |
| 1    | Frank Foss          | Estats Units | 4,09 WR |          |
| 2    | Henry Petersen      | Dinamarca    | 3,70    |          |
| 3    | Edwin Myers         | Estats Units | 3,60    | 3,75     |
| 4    | Edward Knourek      | Estats Units | 3,60    | 3,70     |
| 5    | Ernfrid Rydberg     | Suècia       | 3,60    | ND       |
| 6    | Laurits Jørgensen   | Dinamarca    | 3,60    | ND       |
| 7    | Eldon Jenne         | Estats Units | 3,60    | ND       |
| 8    | Georg Högström      | Suècia       | 3,50    |          |
| 8    | John Mattsson       | Suècia       | 3,50    |          |
| 10   | André Francquenelle | França       | 3,40    |          |
| 10   | Paul Lagarde        | França       | 3,40    |          |
| 10   | Jussi Ruoho         | Finlàndia    | 3,40    |          |
| 13   | René Joannes-Powell | Bèlgica      | 3,30    |          |